# 村八分
村八分（日语：／ mura hachibu）是日本村落中對眾人所認定的破壞秩序者進行的制裁行為。

## 概要
這是源自江戶時代的村社「共同絕交」（集體無聲覇凌）行動。
所謂的「村八分」，根據語言學者楳垣實表示，是將人們共同生活的十件重要事情中，除了協助埋葬（屍體放置的話會有屍臭甚至引發傳染病）、以及滅火（置之不理的話會延燒）這兩件事情外，剩下的八件事情（成人禮、結婚、生產、照顧病人、幫忙改建新居、水災時的救護、每年的祭拜法事、遠行時的幫忙留守）完全不會叫他或參加與他有關的此類活動。
在古老的農村生活中，若是被「村八分」的話，會落得連肥料、灌溉水源都被斷絕的境地；即便只是消極的霸凌行為，但卻對被實施「村八分」的對象有著致命的影響力。
松本清張所著推理小說《砂之器》的電視劇版曾對此傳統所造成的社會問題進行深刻的討論。

## 歷史
明治年代後，一般認定「村八分」為違反人權的違法行為。
1909年，大審院（二戰前的最高法院）認定公告「村八分」為威脅或破壞名譽行為。
二戰後，日本的鄉下地方依舊有「村八分」行為‘較為知名的是1952年靜岡縣富士郡上野村（現富士宮市）的一名女高中生舉報村民們的違法行為，全家遭到「村八分」對待（靜岡縣上野村村八分事件）。
近年來因日本少子化嚴重，日本政府鼓勵城市居民移居鄉間，因城鄉觀念之間的差距，而衍生不少疑似「村八分」事件。
該用語目前被日本多數媒體列為禁語。